# Romaine (Saône)
Die Romaine ist ein Fluss in Frankreich, der im Département Haute-Saône in der Region Bourgogne-Franche-Comté verläuft. Sie entspringt im Ortsgebiet von Fondremand, entwässert generell in nordwestlicher Richtung und mündet nach rund 26 Kilometern im Gemeindegebiet von Vellexon-Queutrey-et-Vaudey als linker Nebenfluss in die Saône.

## Orte am Fluss
- Fondremand
- Maizières
- Bourguignon-lès-la-Charité
- Fresne-Saint-Mamès
- Vellexon-Queutrey-et-Vaudey

## Sehenswürdigkeiten
- Kloster la Charité aus dem 12. Jahrhundert